# Albrecht Magen

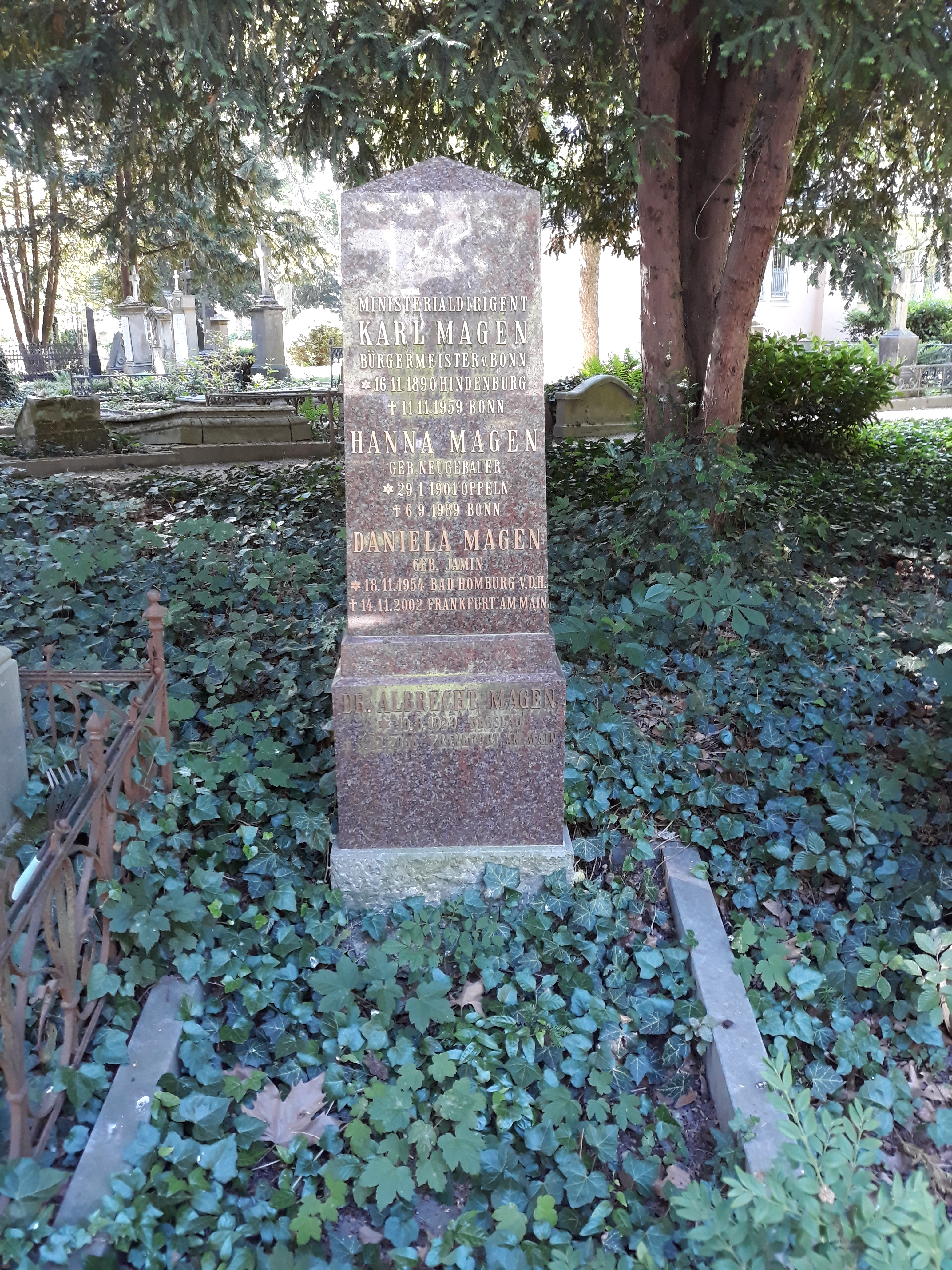
Das Grab von Albrecht Magen im Familiengrab auf dem Alten Friedhof Bonn.

Karl Albrecht Magen (* 10. August 1929 in Breslau; † 3. Dezember 2006 in Frankfurt am Main) war ein Unternehmensvorstand und Kommunalpolitiker aus Frankfurt am Main.
Albrecht Magen lebte mit seinen Eltern nach der Vertreibung zunächst in Thüringen, wo er in die CDU eintrat. Er begann sein Jurastudium in Jena. Nach der Flucht in die westlichen Besatzungszonen im Jahre 1948 setzte er sein Studium in Frankfurt am Main fort und schloss es mit 1. und 2. Staatsexamen sowie Promotion ab.
Nach einem Austauschstudium in den USA war er zunächst als Vorstandsassistent bei den Farbwerken Hoechst tätig. Er trat dann 1960 als Chefsyndikus in die Rütgerswerke ein, wo er von 1971 bis 1991 als Arbeitsdirektor in den Vorstand berufen wurde.
Von 1964 bis 1991 war er als Vertreter der Rütgerswerke ehrenamtlich im Rechts- und Steuerausschuss des Verbandes der Chemischen Industrie (VCI) tätig, von 1985 bis 1991 hatte er den Vorsitz dieses Ausschusses inne. Ab 1968 war er auch im Steuerausschuss des Verbandes tätig und von 1977 bis 1991 als Mitglied des VCI-Hauptausschusses.
Nach seinem Ausscheiden aus dem Vorstand der Rütgerswerke wurde er 1992 Geschäftsführer im VCI, wo er die Leitung der Rechtsabteilung übernahm. 1994 schied er mit seinem 65. Geburtstag aus dem Verband aus.
Von 1989 bis 1993 gehörte er als Mitglied der Stadtverordnetenversammlung der Stadt Frankfurt am Main an und nahm dort von 1993 bis zu seinem Tod die Aufgaben eines ehrenamtlichen Stadtrates wahr. Der Schwerpunkt seiner politischen Arbeit lag dabei im Themenbereich der Integration von Zuwanderern. Im Jahre 2000 wurde er zum Dezernenten für Integration berufen und war zuständig für das Amt für multikulturelle Angelegenheiten und für die Geschäftsstelle der Kommunalen Ausländervertretung. Seit Gründung des Integrationsbeirates der Hessischen Landesregierung im Jahre 2000 war er auch Mitglied dieses Gremiums.
Weiterhin war Magen auf sozialem Gebiet bei Rotary Deutschland, Bezirk Frankfurt am Main Paulskirche aktiv, wo er sein Fachwissen in die Arbeit des Vereins einbrachte.
Von 1991 bis 1999 war er Präsident (danach Ehrenpräsident) der Steuben-Schurz-Gesellschaft e. V. Für dieses Engagement wurde er mit dem höchsten Orden ausgezeichnet, den die amerikanischen Streitkräfte an Zivilpersonen verleihen.

## Auszeichnungen
- 1989: Verdienstkreuz 1. Klasse der Bundesrepublik Deutschland[1]
- 2004: Großes Verdienstkreuz der Bundesrepublik Deutschland
- Römerplakette der Stadt Frankfurt am Main in Bronze und Silber